# 顾家山
顾家山（1963年12月—），男，汉族，安徽肥东人，中共党员，曾任安徽医科大学党委书记。

## 生平
1984年7月毕业于安徽师范大学化学系获学士学位，留校工作。1984年9月至1988年7月于大连理工大学攻读第二学位获法学学士学位，1992年9月至1993年2月在北京大学哲学系骨干班研修班学习。历任安徽师范大学助教，讲师，助研、副研究员、研究员。2007年12月，任安徽师范大学党委常委、副书记。2011年7月，任安徽师范大学党委书记。2019年8月，调任安徽医科大学党委书记。2024年4月，不再担任安徽医科大学党委书记职务。

## 学术贡献
主要从事诺贝尔科学奖与科学精神、化学史与方法论研究，主持参与安徽省高校自然科学基金项目、安徽省教育厅重点项目、国家自然科学基金项目多项。研究成果获安徽省科技进步二等奖、安徽省科技进步三等奖、安徽省优秀教育科研成果二等奖等。